# U.S. National Championships 1893
Gli U.S. National Championships 1893 (conosciuti oggi come US Open) sono stati la 13ª edizione degli U.S. National Championships e terza prova stagionale dello Slam per il 1893. Il singolare maschile si è disputato al Newport Casino di Newport, il doppio al St. George Cricket Club di Chicago, i tornei femminili e il doppio misto al Philadelphia Cricket Club di Filadelfia, negli Stati Uniti.
Il singolare maschile è stato vinto dallo statunitense Robert Wrenn, che si è imposto sul connazionale Frederick Hovey in quattro set col punteggio di 6–4, 3–6, 6–4, 6–4. Il singolare femminile è stato vinto dalla statunitense Aline Terry, che ha battuto in finale in due set la connazionale Augusta Schultz. Nel doppio maschile si sono imposti Clarence Hobart e Frederick Hovey. Nel doppio femminile hanno trionfato Aline Terry e Harriet Butler. Nel doppio misto la vittoria è andata a Ellen Roosevelt, in coppia con Clarence Hobart.

## Seniors

### Singolare maschile
Robert Wrenn ha battuto in finale  Frederick Hovey con il punteggio di 6–4, 3–6, 6–4, 6–4.

### Singolare femminile
Aline Terry ha battuto in finale  Augusta Schultz con il punteggio di 6–1, 6–3.

### Doppio maschile
Clarence Hobart /  Frederick Hovey hanno battuto in finale  Oliver Campbell /  Bob Huntington con il punteggio di 6–3, 6–4, 4–6, 6–2.

### Doppio femminile
Aline Terry /  Harriet Butler hanno battuto in finale  Augusta Schultz /  Panna Stone con il punteggio di 6–4, 6–3.

### Doppio misto
Ellen Roosevelt /  Clarence Hobart hanno battuto in finale  Ethel Bankston /  Robert Willson con il punteggio di 6–1, 4–6, 10–6.